# Kordonová římsa

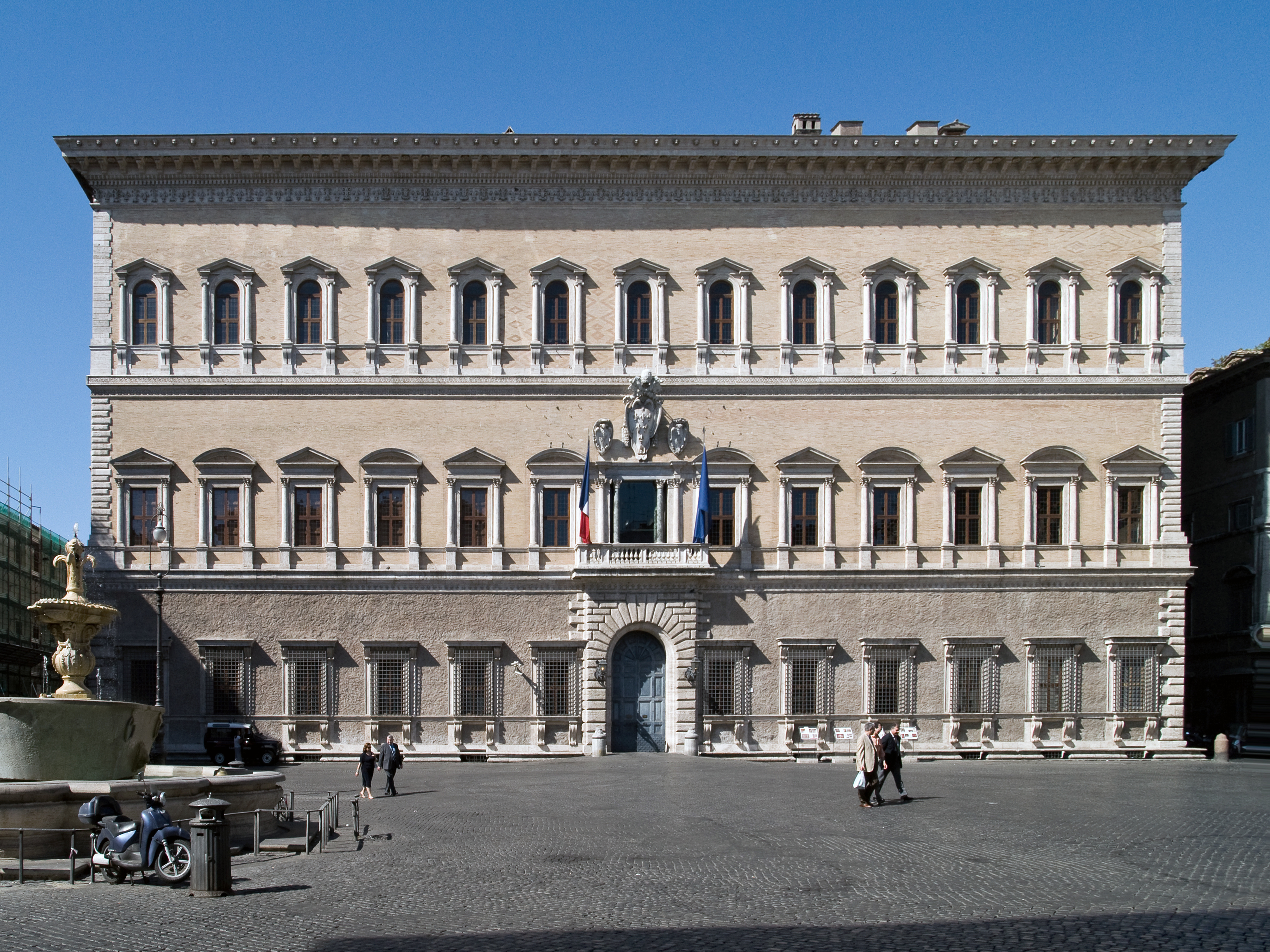
fasáda Palazzo Farnese v Římě je horizontálně členěna mohutnými kordonovými římsami

Kordonová římsa je druhem průběžné římsy, která stěnu nebo budovu neukončuje, ale pouze horizontálně člení. Je to každá průběžná římsa ležící mezi soklem a korunní římsou. Nejčastěji se nachází mezi podlažími, na úrovni stropní konstrukce, tím zpravidla člení fasádu na podlaží (římsa podlažní nebo mezipodlažní). Může to být také průběžná podokenní (parapetní) římsa.